# Dendrobathypathes
Dendrobathypathes is een geslacht van neteldieren uit de klasse van de Anthozoa (bloemdieren).

## Soorten
- Dendrobathypathes boutillieri Opresko, 2005
- Dendrobathypathes fragilis Opresko, 2005
- Dendrobathypathes grandis Opresko, 2002
- Dendrobathypathes isocrada Opresko, 2002